# 龙州水锦树
龙州水锦树（学名：Wendlandia oligantha）为茜草科水锦树属下的一个种。